# نفيسة مصطفى الشرقاوي
نفيسة مصطفى الشرقاوي (أم أحمد) أول صحفية سودانية ، تلقت تعليمها الأول بمدينة عطبره بولاية نهر النيل ثم تزوجت قبل أن تكمل مرحلة السنة الرابعة ابتدائي، أكملت السنة الرابعة والخامسة والسادسة ابتدائي في بور تسودان واصلت بعد ذلك تعليمها ، تخرجت في جامعة القاهرة فرع الخرطوم / كلية الآداب قسم الفلسفة ثم واصلت الدراسات العليا في جامعة الخرطوم دبلوم الإعلام العالي ثم دبلوم الصحافة جامعة القاهرة وأخيرا حصلت على الماجستير بدرجة الأمتياز من جامعة البحر الأحمر في الأعلام بعنوان ( أثر الصحافة النسائية في التغيير الاجتماعي دراسة تطبيقية تحليلية على الأعمدة النسائية)،
تقلدت منصب مدير عام الثقافة والإعلام بالولاية البحر الاحمر منذ عام 1996 م، هي أول امرأة تشغل هذه المناصب في ولاية البحر الأحمر، أول امرأة إعلامية وصحفية وكاتبة قصة في الولاية. أول امرأة نالت شهادة قيد الصحفيين الصادرة من الخرطوم بتاريخ 16 / 11 / 1978 م، أول امرأة نالت منصب رئيس اتحاد الأدباء والفنانين لدورتين متتاليتين (1981-1980 م) (81 –19 1982 م)
كما نشرت لها أيضا العديد من المقالات الأدبيه والثقافية والاجتماعية في صحف سعودية مختلفة مثل (جريدة عكاظ) (والجزيرة) ومجلة (اقرأ ) . لها مجموعات قصصية (شموع تحترق) (وعادت الغربة) (تباشير) (همسات الوجدان) (وكان الحديث همسا) (خلجات). أيضا لها مجموعة أخرى باسم (حوارات في زمن النسيان) (وحوارات الفن والثقافة) وأيضا لها بحوث لم تنشر بعد وهي: (الإعلام الإقليمي) (القومية السودانية والوحدة الوطنية) (الحياد الإيجابي ودول عدم الانحياز) (دور الإعلام في المملكة العربية السعودية)

## جوائز
فازت بالجائزة للقصة القصيرة التي نظمتها مجلة عازه 1992 م ثم فازت بجائزة القصة القصيرة في مهرجان الثقافة الأول في الإقليم الشرقي عام 1993 م ونالت وشاح الآداب للمرأة في الشرق. أحرزت المركز الأول للقصة القصيرة في مهرجان الثقافة الرابع في الخرطوم في أكتوبر 1997 م
كتبت بصحف الـ (الأيام) و (والصحافة) (قلب الشارع) (الدار) (الـرأي الآخــر) ( أخبار اليوم) (السودان الحديث) (الإنقاذ) (مجلة الإذاعة والتلفزيون) (مجلة الشباب والرياضــة) (مجلة الملتقى) (مجلة عازه) و (جريدة ألوان) وأخيرا (الحياة والناس) لها فيها عمود يومي ثابت تحت عنوان (أقلام من البحر)